# Volkswagen Scirocco (2008)
Volkswagen Scirocco – samochód osobowy typu sportowe coupe produkowane przez niemiecką markę Volkswagen w latach 2008 - 2017.

## Historia i opis modelu

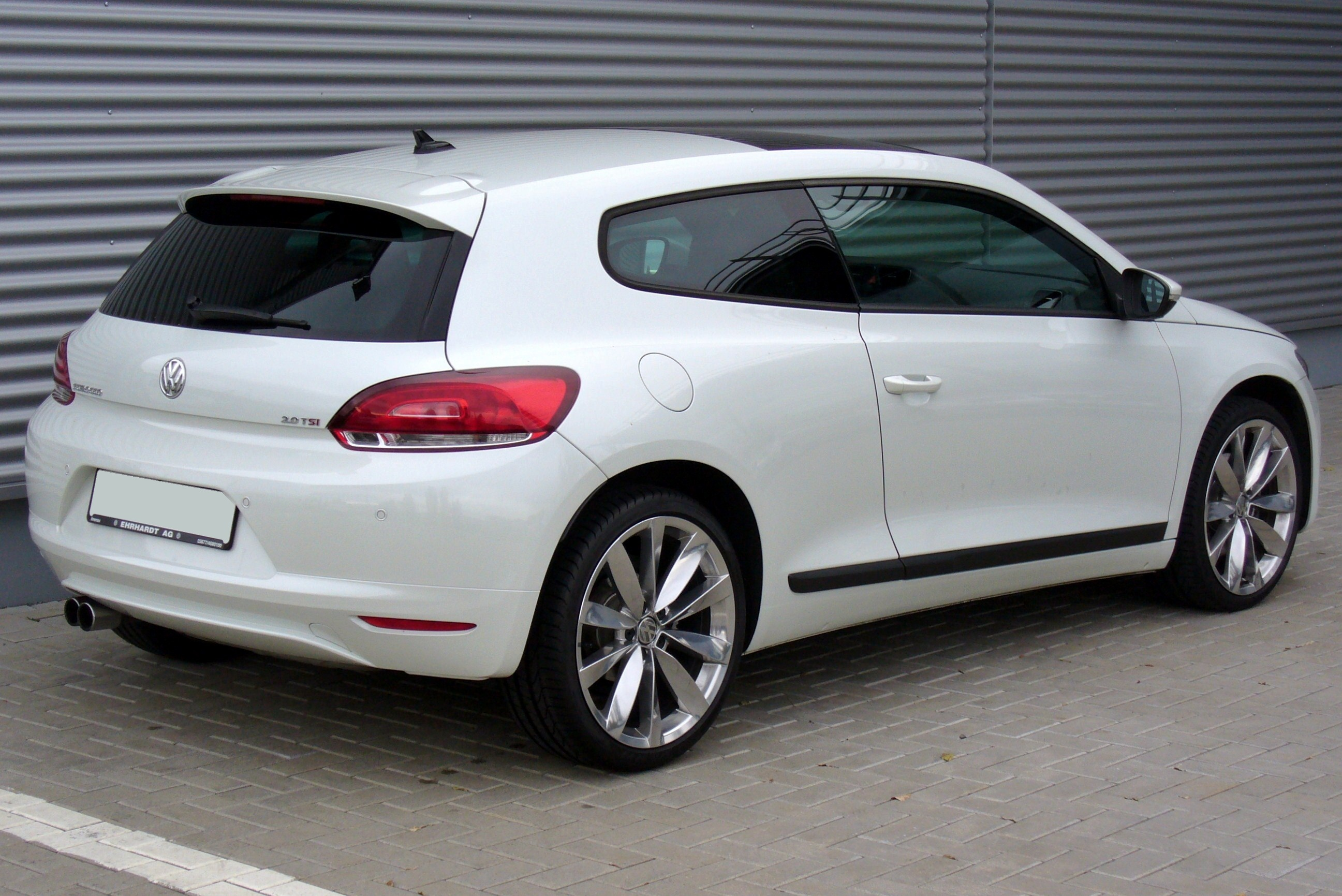
Volkswagen Scirocco - tył

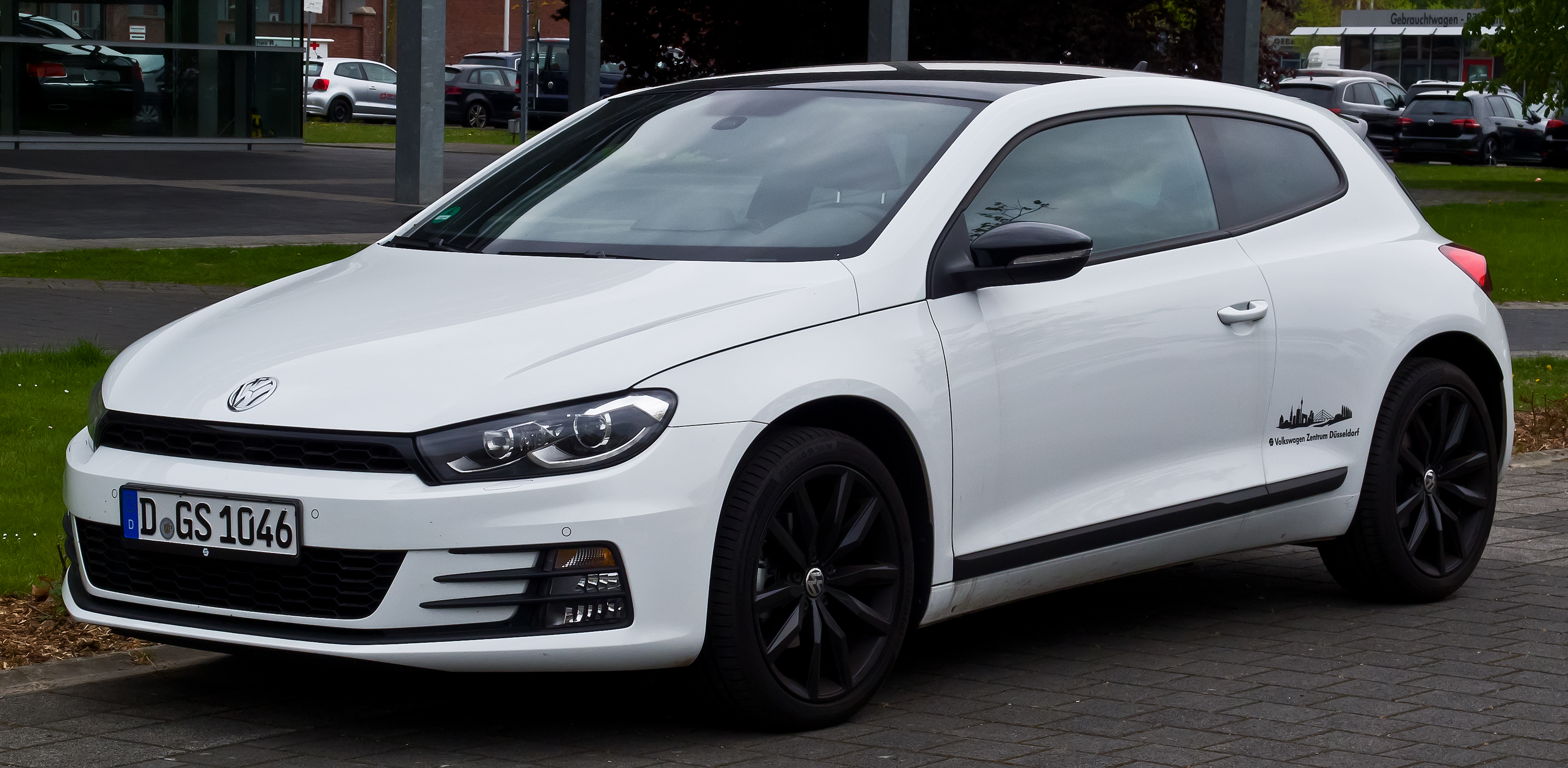
Volkswagen Scirocco po liftingu

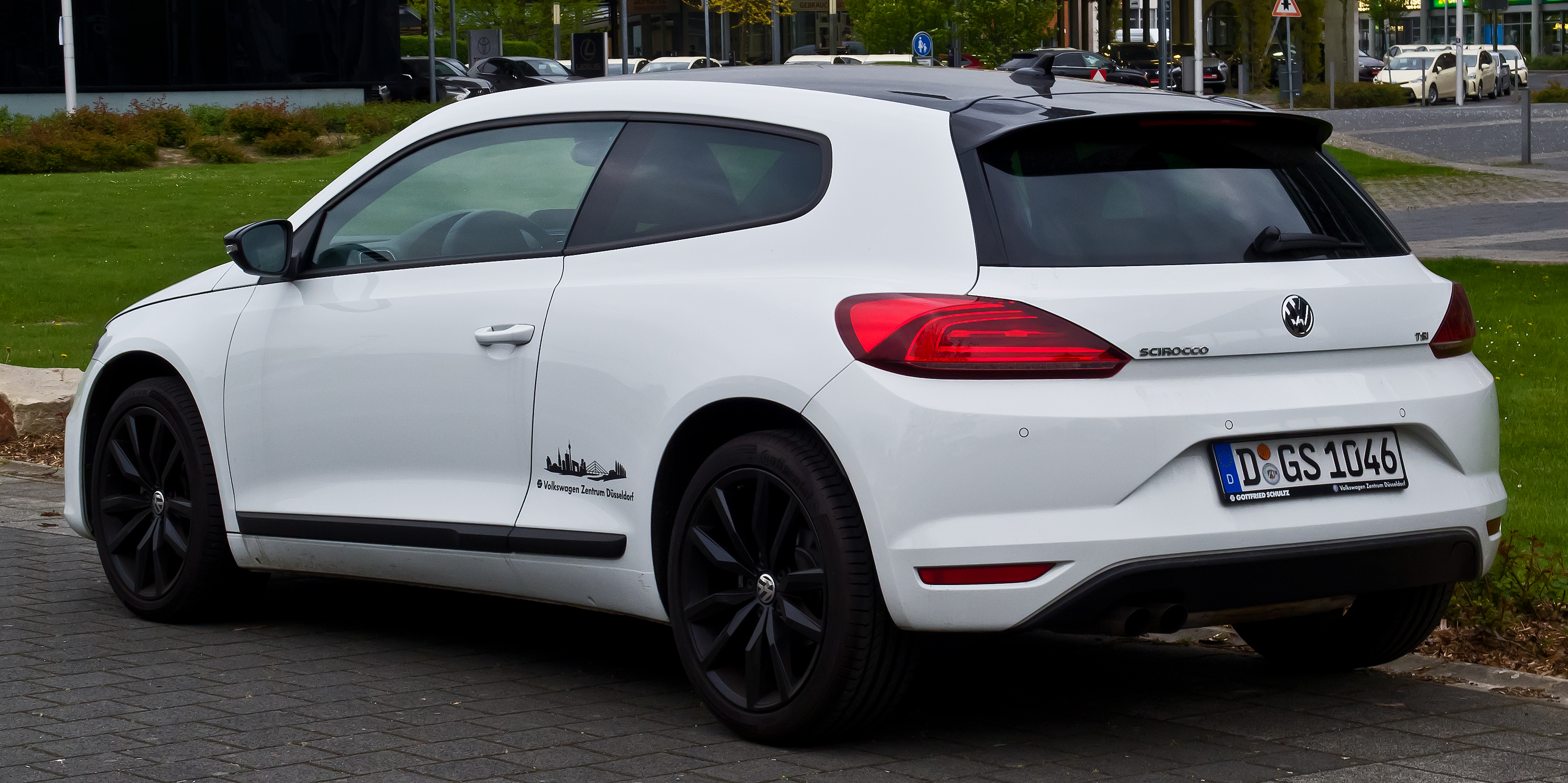
Volkswagen Scirocco - tył po liftingu

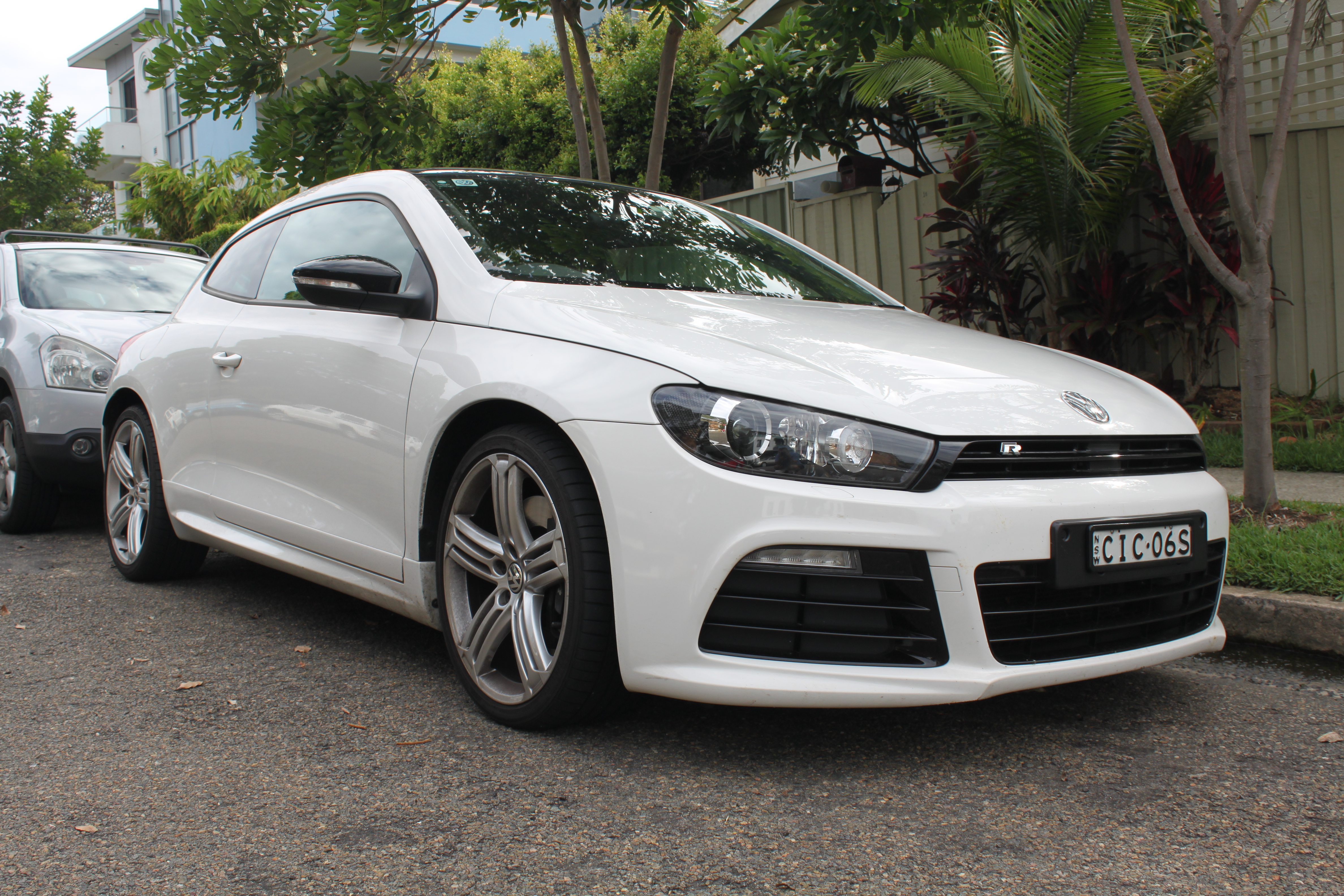
Volkswagen Scirocco R

Samochód po raz pierwszy oficjalnie został zaprezentowany jako koncept o nazwie Iroc podczas targów motoryzacyjnych w Paryżu w 2006 roku. Oficjalna premiera wersji produkcyjnej pojazdu miała miejsce dwa lata później podczas targów w Genewie. Auto zbudowane zostało na bazie płyty podłogowej PQ35 wykorzystanej do budowy m.in. Golfa VI. Pojazd wyróżnia się agresywną stylizacją zaprojektowaną przez Waltera de'Silvę i dynamiczną linia nadwozia, a charakterystycznym elementem pojazdu jest krótki przód, wydłużony dach oraz specjalnie zaprojektowane klosze reflektorów.
W 2009 roku zaprezentowana została mocniejsza wersja R. Auto wyróżnia zupełnie inny przedni zderzak, w który wkomponowane zostały światła do jazdy dziennej wykonane w technologii LED, a także atrapa chłodnicy i reflektory ksenonowe. Z tyłu pojazdu umieszczono spojler, dwie końcówki układu wydechowego i dyfuzor. Do napędu pojazdu użyty został wzmocniony silnik montowany w Golf GTI EA113 VI generacji o pojemności 2 l, wyposażony w turbosprężarkę, o mocy 265 KM
W maju 2013 roku z okazji wyprodukowania milionowego egzemplarza Scirocco przygotowana została specjalna wersja limitowana pojazdu o nazwie Milion Edition.
W 2014 roku auto przeszło face lifting. Zmieniony został m.in. przedni zderzak ze światłami przeciwmgłowymi, atrapa chłodnicy oraz reflektory przednie w które wkomponowane zostały światła do jazdy dziennej wykonane z diod LED. Z tyłu pojazdu zmieniona została pokrywa bagażnika, przemodelowane światła, a przy okazji zmieniona została paleta lakierów i felg aluminiowych.
Przy okazji liftingu kuracji wzmacniającej poddano jednostki napędowe. Ponadto wszystkie wersje, z wyjątkiem Scirocco R, standardowo otrzymały system start&stop i alternator odzyskujący energię w czasie hamowania.
W kwietniu 2015 roku zaprezentowano Scirocco GTS. Wersja ta stanowi nawiązanie to pierwszej generacji pojazdu o tej nazwie, którą zaprezentowano w 1982 roku. Wówczas był to pojazd oparty na układzie napędowym Golfa GTI. Nowe Scirocco GTS również napędzane jest tym samym silnikiem co Golf GTI, a dodatkowo wyposażono je w sportowy pakiet stylistyczny. Z powodu małego popytu w 2017 roku zakończono produkcję pojazdu. Producent nie przewiduje następcy.

### Wersje wyposażeniowe
- Scirocco
- Scirocco R-Line
- Scirocco R-Style
- Scirocco CityLine
- Scirocco xGTS
- Perfectline
- Perfectline R-Style

Standardowe wyposażenie pojazdu obejmuje m.in. system ABS, ESP, ASR i MSR, komplet poduszek powietrznych, elektryczne sterowanie szyb, elektryczne sterowanie lusterek, klimatyzację automatyczną, trójramienną sportową kierownicę oraz podłokietnik ze schowkiem. Dodatkowo pojazd doposażyć można m.in. w kamerę cofania, czujniki parkowania, reflektory ksenonowe z funkcją doświetlania zakrętów oraz tempomat i panoramiczny dach, a także adaptacyjne zawieszenie DCC, system nawigacji satelitarnej.

### Silniki
| Silnik                | Pojemność skokowa [cm³] | Typ silnika        | Zasilanie           | Moc maksymalna [KM]([kW]) przy obr./min | Maks. moment obrotowy [Nm] przy obr./min | Przyspieszenie 0-100 km/h [s] | Prędkość maks. [km/h] |                    |                    |
| Silniki benzynowe:    | Silniki benzynowe:      | Silniki benzynowe: | Silniki benzynowe:  | Silniki benzynowe:                      | Silniki benzynowe:                       | Silniki benzynowe:            | Silniki benzynowe:    | Silniki benzynowe: | Silniki benzynowe: |
| --------------------- | ----------------------- | ------------------ | ------------------- | --------------------------------------- | ---------------------------------------- | ----------------------------- | --------------------- | ------------------ | ------------------ |
| 1.4 TSI               | 1390                    | R4                 | wtrysk paliwa turbo | 122 (90)/5000                           | 200/1500-4000                            | 9,7                           | 200                   |                    |                    |
| 1.4 TSI               | 1390                    | R4                 | wtrysk paliwa turbo | 160 (118)/5800                          | 240/1500-4500                            | 8,0                           | 218                   |                    |                    |
| 2.0 TSI               | 1984                    | R4                 | wtrysk paliwa turbo | 210 (155)/5300-6200                     | 280/1700-5000                            | 6,9                           | 240                   |                    |                    |
| 2.0 TSI R             | 1984                    | R4                 | wtrysk paliwa turbo | 265 (195)/6000                          | 350/2500-5000                            | 6,0                           | 259 DSG: 250          |                    |                    |
| Silniki wysokoprężne: |                         |                    |                     |                                         |                                          |                               |                       |                    |                    |
| 2.0 TDI               | 1968                    | R4                 | Common-Rail turbo   | 140 (103)/4000                          | 320/1750-2500                            | 9,3                           | 207                   |                    |                    |
| 2.0 TDI               | 1968                    | R4                 | Common-Rail turbo   | 170 (125)/4200                          | 350/1750-2500                            | 8,1                           | 222                   |                    |                    |